# Histoplasmose
 Mise en garde médicale
L’histoplasmose est une maladie infectieuse du poumon causée par un champignon appelé Histoplasma capsulatum. Cette infection peut parfois concerner d'autres parties du corps (par exemple à la suite d'une piqure d'insecte).
Elle est parfois appelée maladie des caves. Elle est à l'origine du mythe de la malédiction des pyramides.
Histoplasma capsulatum prospère dans un milieu humide à des températures modérées. La fiente de poulet, de pigeon, d'étourneau, de merle et de chauve-souris entretient sa croissance. Les oiseaux ne s'infectent pas à cause de la température élevée de leur corps, mais ils transportent cet organisme dans leur plumage. Les chauves-souris, qui ont une température corporelle plus basse, peuvent être infectées par cet organisme et l'éliminer dans leur fiente.
Histoplasma capsulatum se multiplie en produisant de petites spores appelées conidies qui ne mesurent que deux microns (micromètres) de diamètre. Ces spores sont assez fines pour s'infiltrer dans les poumons par la respiration et s'y loger. Elles peuvent alors déclencher une infection, qui passe parfois inaperçue parce que ses symptômes sont très bénins ou même inexistants.
Mais l'histoplasmose peut aussi produire une maladie grave qui ressemble à la tuberculose. C'est l'une des principales infections fongiques humaines dans le monde.

## Incidence

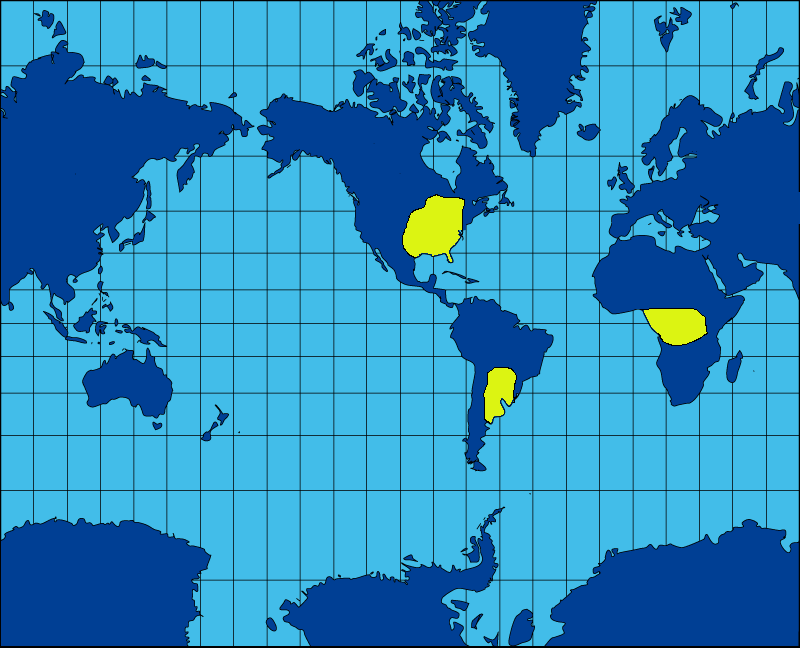
Distribution de l'histoplasmose à travers le monde (en jaune). Source 2006.

Dans les régions où H. capsulatum est fréquent, l'incidence est de l'ordre de 80 % de tests positifs cutanés à l'histoplasmine dans la population. Les nourrissons, les jeunes enfants et les personnes âgées, en particulier celles avec des maladies pulmonaires chroniques, ont un risque accru d'attraper une forme grave de la maladie. La forme disséminée est plus fréquente chez les personnes présentant un déficit immunitaire (sida, cancer, etc.).

## Transmission
La transmission du champignon ne peut se faire d'humain à humain, mais seulement à partir de micronidies présentes au niveau de déjections de chauve-souris ou d'oiseaux. En effet ces petites spores une fois inhalées prennent chez l'humain la forme de levure (du fait de la température corporelle de 37 °C) et vont contaminer les compartiments intracellulaires notamment le réticulum endothélial, elles sont très infectantes et sont à l'origine des pneumonies que l'on constate.

## Clinique
L'histoplasmose à H. capsulatum capsulatum ou « histoplasmose américaine » se caractérise par 70 à 80 % d'affections inapparentes.
Les cas cliniques s'expriment par trois tableaux :
- une primoinfection pulmonaire pseudo-grippale mais avec des images radiologiques marquées : infiltrats, nodules, miliaires. Cette forme bénigne guérit souvent spontanément ;
- une pneumopathie chronique souvent pseudo-tuberculeuse, avec altération de l'état général, qui fait suite à la précédente ;
- une forme généralisée à l'ensemble du système réticulohistiocytaire, aboutissement des deux précédentes. Cette forme, très rare, est tantôt bénigne (et parfois infraclinique), tantôt très grave, avec hypertrophie considérable de tout le système réticulohistiocytaire et muqueuse polyulcérée, mortelle à 100 % avant les thérapeutiques modernes qui ont, fort heureusement, ramené ce taux à 20 %.

L'histoplasmose à H. capsulatum duboisii ou « histoplasmose africaine » se localise en premier lieu à la surface du corps :
- tissu cutané, avec toutes les lésions classiques de la papule à l'abcès ;
- tissu sous-cutané, du petit nodule à la gomme abcédée. L'évolution est lente et chronique, et le pronostic bénin sauf en cas de diffusion aux viscères et de généralisation à tout le système réticulohistiocytaire, semblable à la 3e forme de l'histoplasmose « américaine » mais ici très exceptionnelle.

## Diagnostic

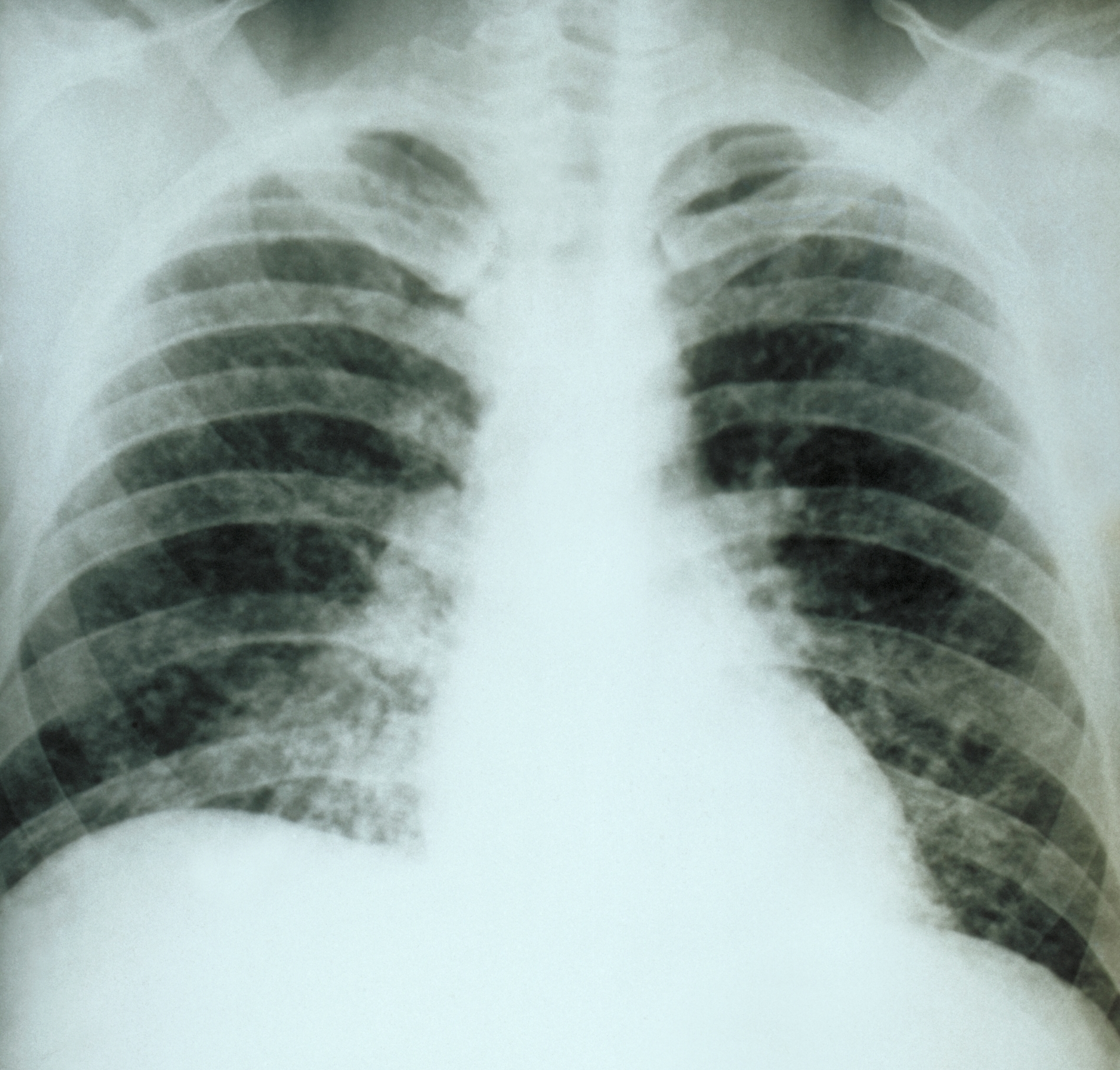
Radiographie des poumons d'un patient avec une histoplasmose pulmonaire aigüe.

Le diagnostic de certitude se fait par la mise en évidence des levures caractéristiques sur les prélèvements, les cultures ou les inoculations à l'animal (précautions impératives) :
- pour H. capsulatum capsulatum, on prélèvera les crachats, le sang et les urines ;
- pour H. capsulatum duboisii, on prélèvera le pus des abcès cutanés.

La recherche d'antigènes urinaires a une bonne sensibilité. Néanmoins, ce test comporte des réactions croisés en cas de blastomycose.
La sérologie joue un rôle très important :
- intradermoréaction à l'histoplasmine ;
- immunoélectrophorèse ;
- et surtout immunofluorescence indirecte, significative à partir de 1/40.

## Traitement
Les traitements antimycosiques sont utilisés pour traiter les cas sévères d'histoplasmose et tous les cas de maladie chronique et disséminée. Les cas bénins ne seront pas traités.

## Prévention
La principale méthode de prévention consiste à éviter l’exposition aux poussières. Lors de la désinfection des bâtiments ayant abrité des oiseaux ou des chauves-souris, on peut pulvériser une solution de formol à 3-5 % sur le sol. L’utilisation de masques protecteurs est recommandée (OIE, 2005, zoonoses et maladies transmissibles communes à l'humain et aux animaux).
Pour éviter que les chauves-souris n’envahissent l’espace entre les faux-plafonds et la couverture dans les locaux habités, il est recommandé de veiller à ce qu’il n’existe pas de possibilité d’accès pour les animaux. Si les chauves-souris sont déjà installées, on essaiera de les déloger en installant de la lumière ou en faisant appel à du personnel spécialisé qui, après avoir mis des masques protecteurs, fermera les voies d’accès lors de l’absence des chauves-souris pour les empêcher de revenir s'installer.

## Cas célèbre
L'équipe d'Howard Carter, à l'origine de la découverte du sarcophage Toutânkhamon en 1922, fut frappée d'une pneumonie aiguë. Ceci au point qu'en 1939 il ne restât aucun des membres de l'équipe. À l'époque on a immédiatement cru à la malédiction de la momie. Néanmoins en y regardant de plus près on a constaté qu'il pouvait s'agir du champignon Histoplasma capsulatum à l'origine de ces maladies, le champignon ayant trouvé dans ce tombeau deux critères indispensables à son développement et à sa croissance (hygrométrie intense et basses températures proches des 20 °C). Néanmoins l'absence de son milieu de développement, à savoir les déjections de chauve-souris ou autres oiseaux, dans le tombeau hermétique explique mal sa présence. Cette hypothèse reste cependant vraisemblable compte tenu de la découverte de spores d'Histoplasma capsulatum sur les bandelettes de la momie de Ramsès II lors de sa restauration en 1985.